# شتاتسكابل درسدن
شتاتسكابل درسدن هي أوركسترا من درسدن،ألمانيا.تأسست في عام 1548 من قبل موريس، ناخب ساكسونيا وهي تعتبر واحدة من أقدم فرق الأوركسترا في العالم وأكثرها شهرة.